# Канталупо-ін-Сабіна
Канталупо-ін-Сабіна (італ. Cantalupo in Sabina) — муніципалітет в Італії, у регіоні Лаціо,  провінція Рієті.
Канталупо-ін-Сабіна розташоване на відстані близько 50 км на північ від Рима, 21 км на південний захід від Рієті.
Населення — 1710 осіб (2014).
Щорічний фестиваль відбувається 3 лютого. Покровитель — святий Власій.

## Демографія
Населення за роками:

Станом на 1 січня 2023 року в муніципалітеті офіційно проживало 125 іноземців з 25 країн, серед них 54 громадяни країн Євросоюзу та 8 громадян України.

## Сусідні муніципалітети
- Касперія
- Форано
- Поджо-Катіно
- Роккантіка
- Сельчі
- Торрі-ін-Сабіна